# Brèves réponses aux grandes questions
 (mars 2019).
Brèves réponses aux grandes questions (Brief Answers to the Big Questions) est un ouvrage de vulgarisation scientifique écrit par le physicien théoricien et cosmologiste britannique Stephen Hawking et publié en octobre 2018.
L'ouvrage est préfacé par l'acteur britannique Eddie Redmayne qui joue le rôle de Stephen Hawking dans le film biographique Une merveilleuse histoire du temps sorti en 2014, et introduit par le physicien américain Kip Thorne. Il est postfacé par la fille de l'auteur, Lucy Hawking.

## Contenu
D'après Lucy Hawking, l'ouvrage tente de « réunir les réponses les plus claires, les plus authentiques, les plus abouties qu'il a pu apporter » à dix questions : Dieu existe-t-il ? Comment l’Univers a-t-il commencé ? Y a-t-il de la vie intelligente ailleurs ? Peut-on prévoir l’avenir ? Qu’y a-t-il à l’intérieur d’un trou noir ? Peut-on voyager dans le temps ? L’espèce humaine pourra-t-elle survivre sur la Terre ? Faut-il coloniser l’espace ? Serons-nous dépassés par l’intelligence artificielle ? Que nous réserve l’avenir ?